# Замок Вранов-над-Диєю
Замок Вранов-над-Диєю (чеськ. Státní zámek Vranov nad Dyjí) — замок готичного й барокового стилю в місті Вранов-над-Диєю округу Зноймо Чехії. Розташований на річці Диє, за 3 кілометри на північ від австрійського кордону біля міста Хардегг.

## Історичні дані
Письмова згадка про невелику фортецю у Вранові віднайдена в литопису Косми за 1100 рік. Укріплення було частиною низки фортець, що захищали країну з півдня. Вже тоді фортреця була однією з королівських резиденцій.
У 15 ст. замок перейшов до вельможної родини Ліхтенбургів. В 16 столітті замок неодноразово переходив до різних власників. Справжнім випробуванням став час Тридцятилітньої війни, коли замок був сильно пошкоджений вояками Швеції. Руйнацію замку завершила пожежа.

### Відновлення і новий проект
З 1665 р. розпочато відновлення замку за сприяння нових власників руїн — родини Альтханів. Міхаель Альтхан залучив до проектування і будівництва австрійського архітектора. Ним був  Йоган Бернгард Фішер фон Ерлах. Замок швидко втрачав військові і захисні функції і ставав розкішною магнацькою резиднцією. За цих умов і завершено будівництво палацу на фортечному подвір'ї.

### Розпланування
На розпланування нових будівель сильно вплинула природна ситуація. Замок височить над містом, бо побудований на вузькій скелі, що повернута у бік міста широкою стороною. Палац Фішера фон Ерлаха , П — подібний за поземним планом, повернутий почесним двором саме у бік міста, а не до в'їзної брами, куди виходить бічним ризалітом. Бо тільки так можна було раціонально використати верхівку вузької скелі, аби розмістити видовжений корпус палацу. Тому і овальну Залу предків розмістили не в центрі, як того вимагала симетрія, яку так полюбляла стилістика бароко, а за другим ризалітом палацу. Своєрідне розпланування частин палацу не вплинуло погано на силует замку з боку міста, бо той отримав гру різновеликих об'ємів, куди увійшли навіть залишки готичних ще веж старої фортеці, особливо донжону. А невеличкий незабудований майданчик за Залою предків став невеличким садом на верхівці скелі.

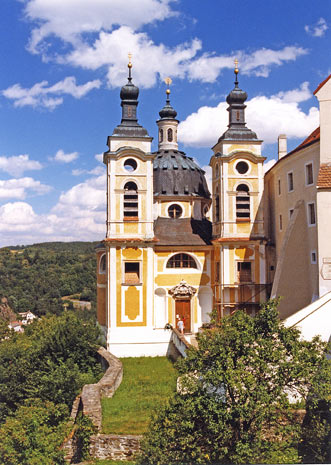
Замкова каплиця

Своєрідно вирішено і питання з палацовою церквою (каплицею). Для її будівництва використана верхівка ще однієї скелі, до якої з під'їзду проклали вузьку стежку. Поряд з пласкими стінами старої фортеці і палацу архітектора Фішера фон Ерлаха справжнім шедевром виглядає каплиця з куполом і двома бічними вежами, як і у роскішного барокового собору. Замкова каплиця Св. Трійці поступається бароковому собору не розкішними, майже витонченими формами, а тільки невеликими розмірами.

### Реставрації
Зміни власників в 19 і 20 ст. не вплинули погано на стан будівель. Роботи проводились лише в парковій зоні. Після 2-ї світової війни замок став власністю держави і тут розпочали дослідницькі і реставраційні роботи. Вранов-над-Диєю став одним з 20 замків Південної Моравії, які підлягали відновленню та реставрації. У замку Вранова працювало близько 100 реставраторів, а на його відновлення виділяли значні кошти. Серед реставраторів замку у 1970-ті рр. був і Антонін Комарик, якого залучали до реставрації навіть в російському музеї Ермітаж.
Практика зосередження значних наукових сил і коштів на одному важливому об'єкті зіграла важливу роль у поверненні замку до культури сучасного життя і туризму.
Обстежена найдавніша частина біля під'їздного мосту, де законсервовані залишки фортечних стін і підмурки ще однієї вежі. Ламану лінію стародавніх корпусів реставровано з включенням донжону. Сучасний замок — це когломерат різних будівель в стиляхготики, бароко і класицизму. На подвір'ї палацу збережені барокові скульптури. Замок використовується як музей з показом стінописів Яна Роттмайра, скульптур Тобіаша Краккера, невеликої збірки живопису та кераміки, якою уславився в 19 ст. Вранов в Чехії.

### Галерея

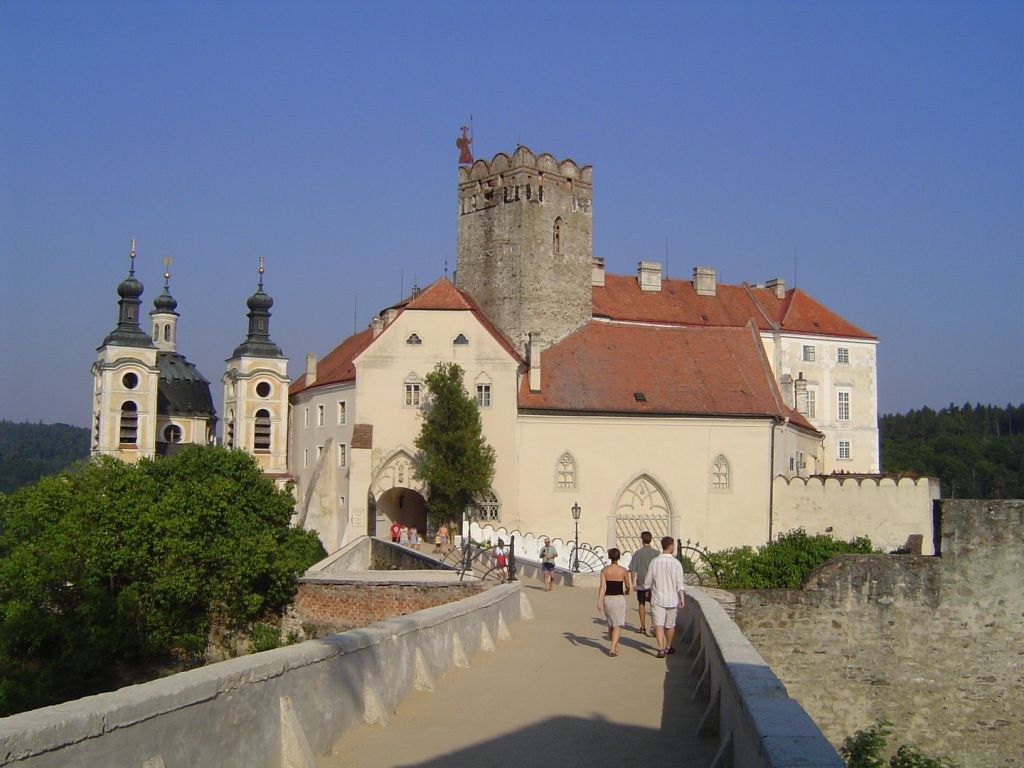
Вхід до замку
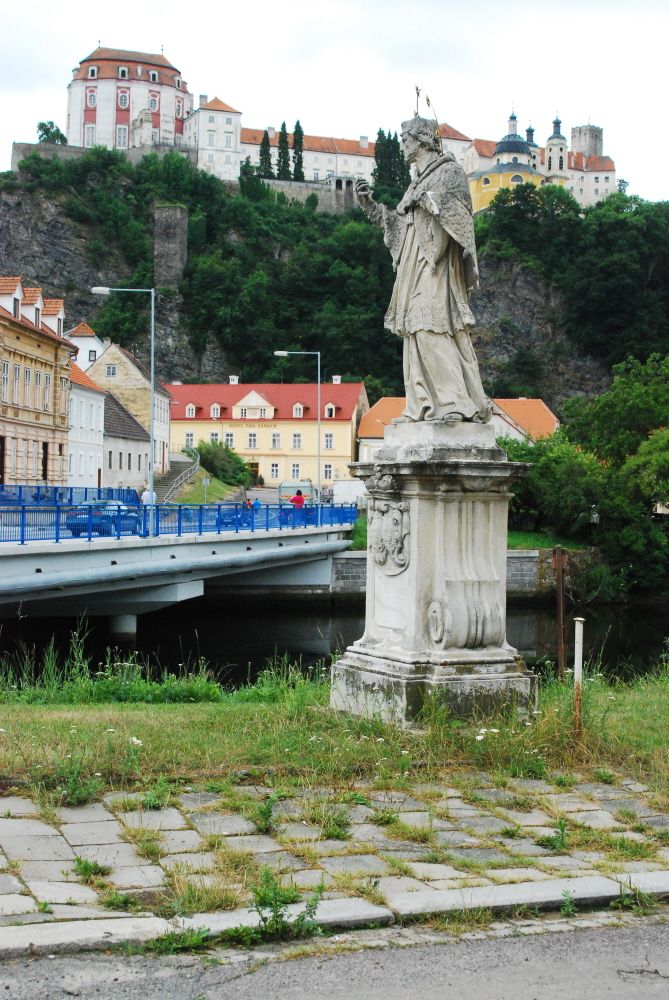
Охоронець мостів - Св. Ян Непомук
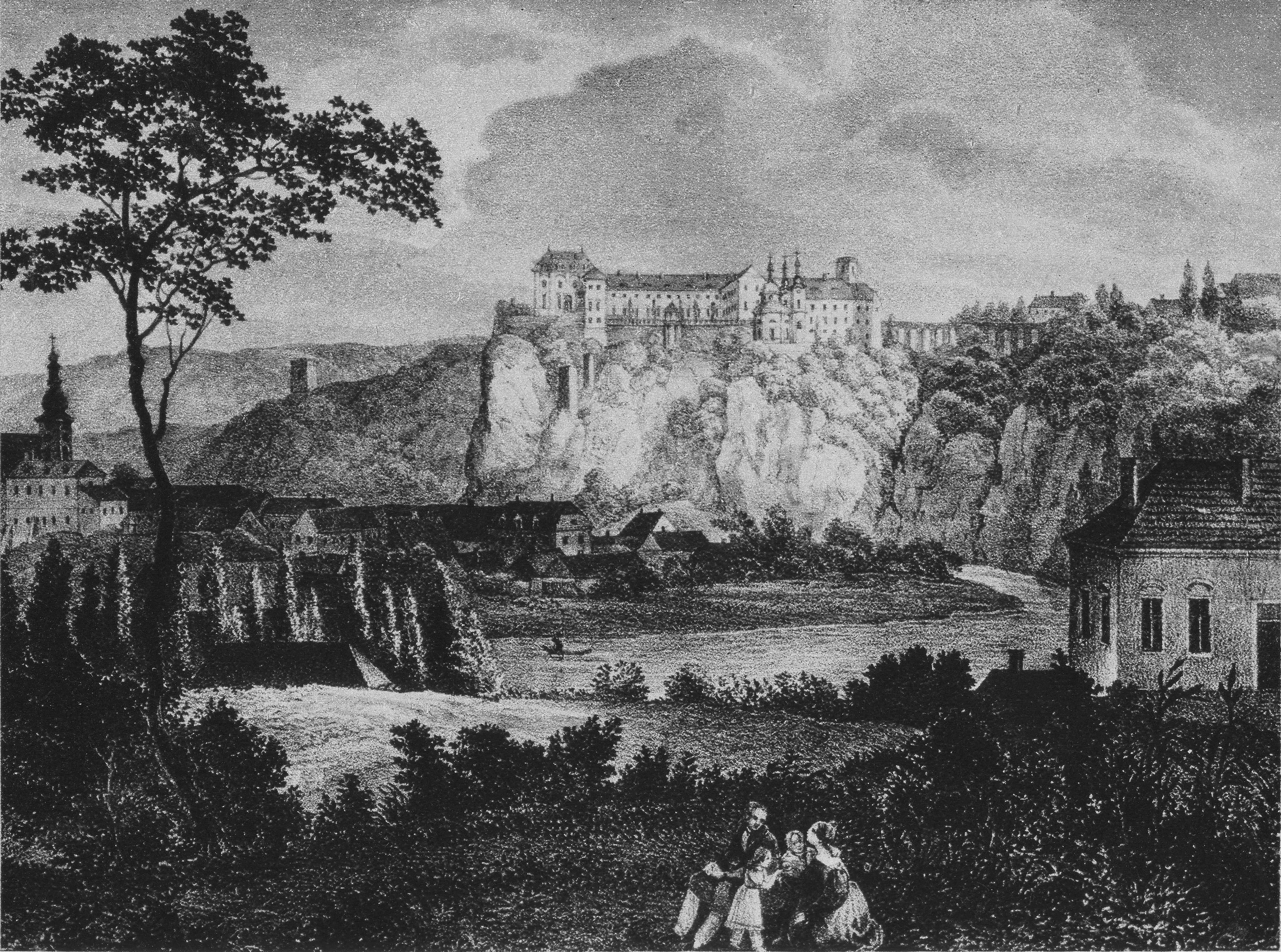
Замок на гравюрі 1848 р.
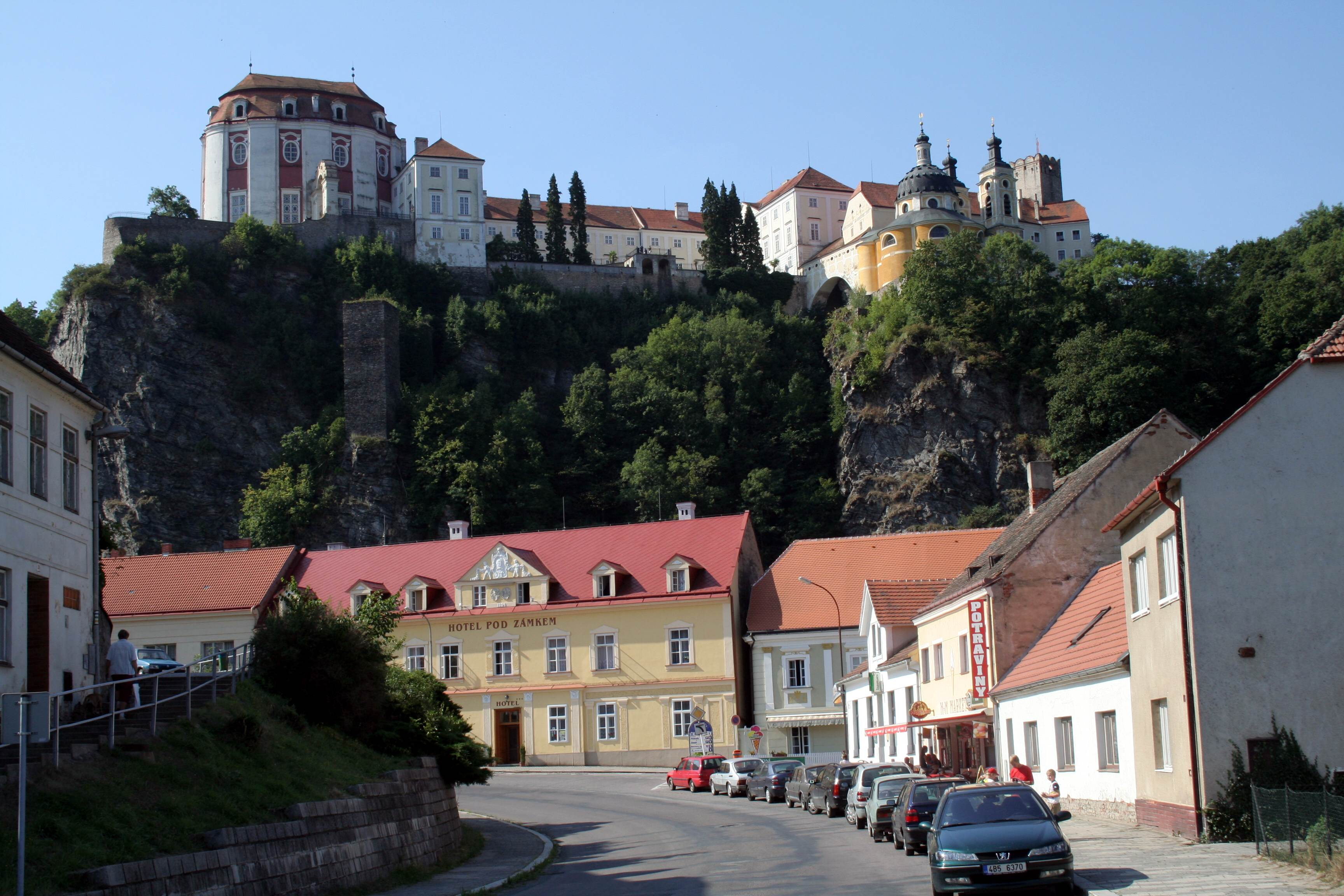
Силует замку від міста